# Asellia tridens
El murciélago tridente (Asellia tridens) es una especie de murciélago microquiróptero de la familia Hipposideridae.

## Descripción
Es un murciélago de pequeño tamaño. Mide entre 42 y 57 mm de longitud cabeza-cuerpo, más de entre 16 a 29 mm de la cola, la cual sobresale del uropatagio (membrana interfemoral) unos 5 mm. Su peso oscila entre lo 6 y 10 g, y los machos son mayores que las hembras. La lámina nasal presenta en su parte superior tres extensiones, la central puntiaguda y las laterales redondeadas. Las orejas son grandes y no presenta trago. La coloración del pelaje es muy variable, pero generalmente es gris pálido, siendo más claro en la zona ventral.
Su fórmula dentaria es la siguiente:
1/2, 1/1, 1/2, 3/3 = 28

## Distribución
Está ampliamente distribuido en el norte de África y en Oriente Medio, encontrándose en el desierto del Sahara desde Marruecos hasta Etiopía y Somalia, y desde la península arábiga hasta Afganistán y Pakistán.

## Subespecies
Se reconocen las siguientes subespecies:
- Asellia tridens tridens
- Asellia tridens diluta
- Asellia tridens italosomalica
- Asellia tridens murraiana